# Phthiria mixteca
Phthiria mixteca är en tvåvingeart som beskrevs av Joseph Hannum Painter 1962. Phthiria mixteca ingår i släktet Phthiria och familjen svävflugor. Inga underarter finns listade i Catalogue of Life.